# S:t Clemens, Sagu
S:t Clemens kyrka eller Sagu kyrka (finska Sauvon kirkko) är en medeltida gråstenskyrka i Sagu i landskapet Egentliga Finland. Kyrkan byggdes i sin nuvarande form huvudsakligen mellan 1460 och 1472.  Den medeltida katolska församlingen tillägnade kyrkan till St. Clemens. I Sagu finns också Karuna kyrka.  Kyrkorna tillhör sedan 1 januari 2019 Pemars församling.

## Uppförande
Det första skriftliga omnämnandet av kyrkan i Sagu finns i Åbo domkyrkas registratur från 1346. Det har funnits tidigare kyrkor i Sagu långt innan dess. På samma plats har det funnits träkyrkor kanske redan från början av 1200-talet. 
Planeringen och insamlingar för stenkyrkan började på 1460-talet. Det första steget var att bygga sakristian, som är den äldsta delen av den nuvarande kyrkan. Texten i kalkmålningen runt korfönstret från 1472 indikerar troligen asvlutandet av kyrkbygget.  Kyrkan är en hallkyrka med tre skepp, vars långhus eller längsgående delar är åtskilda av tegelpelare. Kyrkan har bevarats riktigt väl i sitt medeltida utseende, eftersom de enda nyare tillskotten är strävpelarna  i sydöstra och nordöstra hörnen från 1690-talet.
Stjärnvalven i kyrkan representerar höjdenpunkten i finländsk medeltida kyrkoarkitektur. Till stilen liknar de valven i Kemito och Tenala kyrkor. Av detta och byggnadsdatumet har man dragit slutsatsen att de utfördes av Petrus från Kimito, en berömd kyrkobyggare från 1400-talet, men det finns ingen säkerhet om detta.

## Inredning

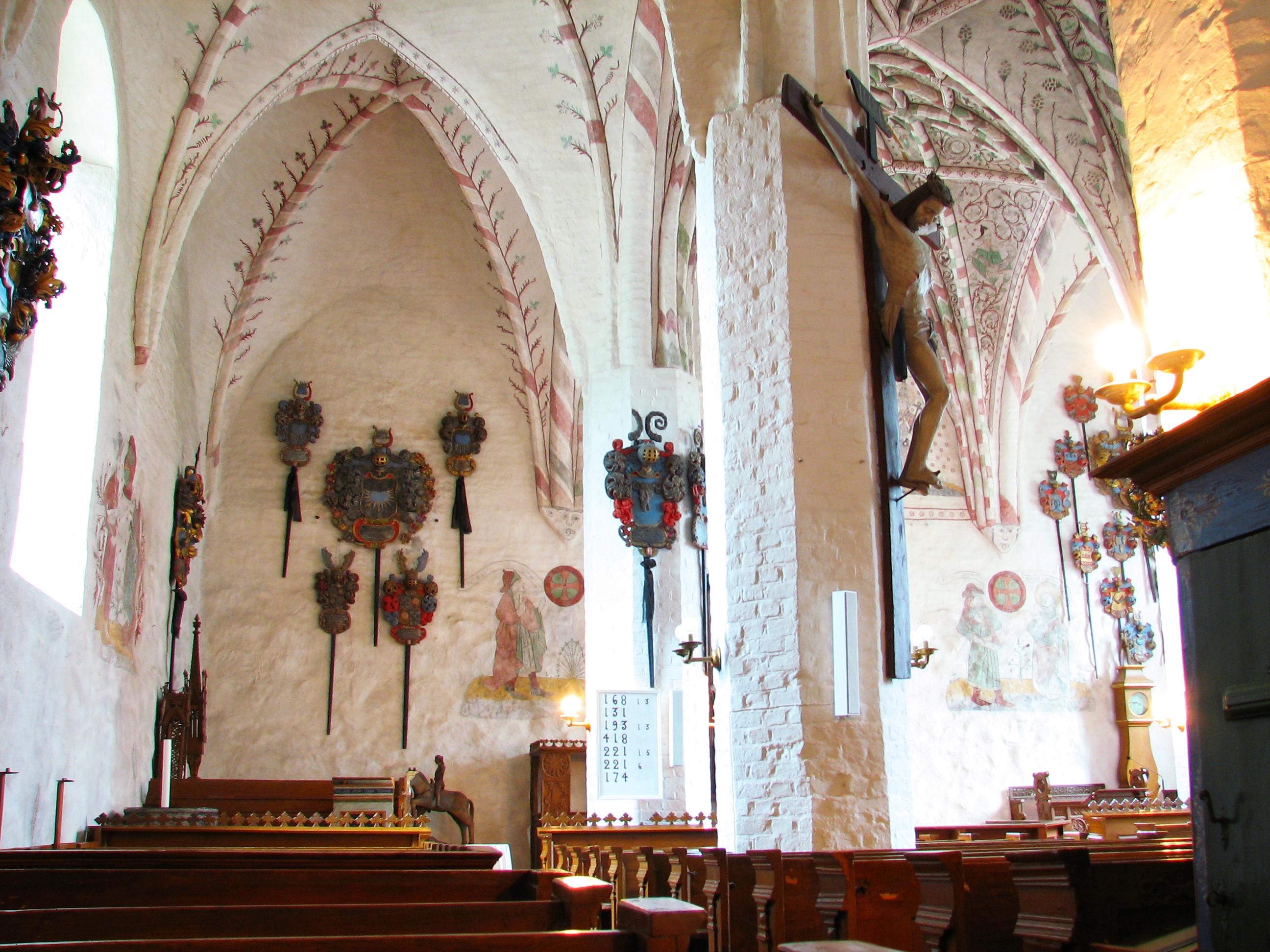
Interiören i Sagu kyrka.

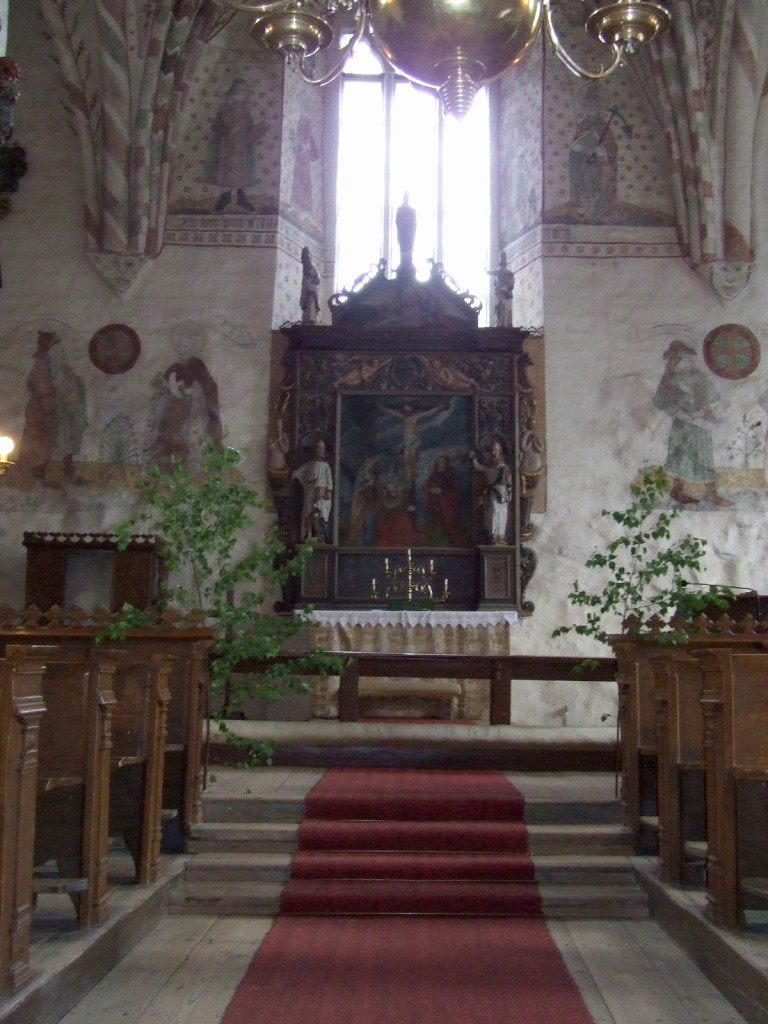
Altaret i Sagu kyrka.

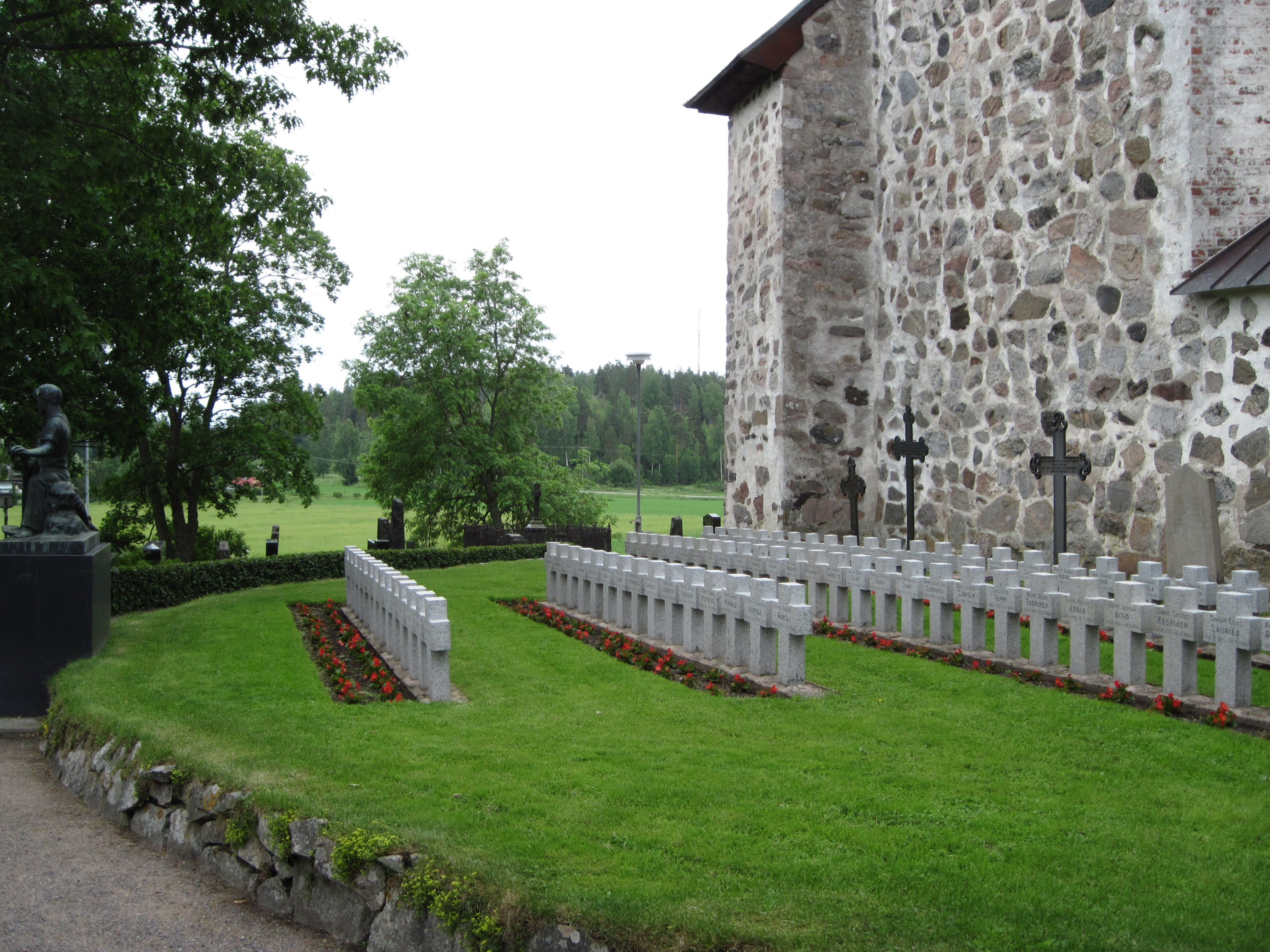
Hjältegravarna för soldater som stupade under andra världskriget.

Kalkmålningarna i tegelvalven är från 1470-talet. Målningarna består av växtornament och porträtt av apostlar och profeter. Också i början av 1500-talet fick adelsmannen Lars Skalm, som var borgmästare i Åbo, och som skänkt pengar till kyrkans byggande, en kalkmålning föreställande honom själv. Under ortodixin och det asketiska 1600-talet ansågs bilderna hänvisa till den påvliga helgonkulten och vitkalkades runt 1650. Målningarna återupptäcktes i början av 1900-talet.
Den äldsta delen av kyrkan kommer från den gamla träkyrkan. Så till exempel gjordes dopfunten redan på 1200-talet av kalksten från Gotland och fördes till Sagu från annat håll. En gravsten från 1391 fungerar som kyrkans altarskiva  Altartavlan är från mitten av 1600-talet och av okänd konstnär. Den skänktes av Gertrud Wessel, änka efter en gårdsägaren. Den överdådiga predikstolen i barockstil fick församlingen som donation. Den är från 1651. Ett stort triumfkrucifix ( Kristus på korset) är från 1400-talets senare hälft. Kyrkan har fått flera donationer t.ex. en staty av Kristus, en staty av St. Lars och en grupp av St. Göran, alla från första hälften av 1500-talet.
Klocktornets trädelar byggdes i slutet av 1760-talet. Den nuvarande orgeln är från 1896. Den ursprungliga orgeln var en av de äldsta i Egentliga Finland. Den kunde inköpas 1671 med medel donerade av adelsmän. Orgeln flyttades till Åbo slottsmuseum på 1890-talet, där den förstördes i bombningarna och den efterföljande slottsbranden 1941.
Ett stort antal gravsköldar från 1600-talet finns bevarade. På 1600-talet ville aristokratin betonade sin status på olika sätt och användningen av gravsköldar blev vanlig under begravningar. Skölden bars i begravningsprocessionen och restes sedan i kyrkan som ett minnesmärke.

## Reparationer
Kyrkan måste repareras under slutet av 1400-talet. Sedan 1630 finns det många utgifter i kyrkans räkenskaper om reparations- och förbättringsarbeten. Hela yttersidan förbättrades på 1640-talet. Under det följande decenniet lades ett tegelgolv. Orgelläktaren byggdes på 1660-talet. På 1690-talet utfördes igen omfattande reparations- och målningsarbeten, bl.a. grunden till den östra änden stöttades. Hela takkonstruktionen förnyades på 1720- och 1730-talen. Samtidigt tillkom takfot på taket, vilket förändrade kyrkans exteriör avsevärt.
Det  blev så många reparationer att Sagu församling beslöt anställa en egen snickare  på 1730-talet. Klockstapeln återuppbyggdes under ledning av Anders Wahlberg på 1770-talet.
Ett omfattande restaurering avslutades i början av 1970-talet. Då restaurerades bland annat kalkmålningarna.

## Gudstjänster
Ingen information har bevarats om gudstjänsterna under den katolska perioden, det finns fler uppgifter om kyrkobesök först från 1600-talet. Då började gudstjänsten klockan åtta på morgonen på sommaren, klockan nio övriga tider och varade till mitt på dagen. På kyrkliga helgdagar var det två gudstjänster, på finska och svenska. Redan i början av 1600-talet anordnades gudstjänster i två kyrkor, en trä- och en stenkyrka, den ena på finska, den andra på svenska.
Det rådde hårda dispyter om sittplatsordningen i gudstjänsterna efter det att bänkar köpts in till kyrkan med privata medel på 1500-talet. År 1642 upprättades en officiell lista, enligt vilken de första fem bänkraderna reserverades för adelsmännen. Bänkarna efter dem var noggrant uppdelade mellan de olika hushållen. Ändå uppstod det diskussioner och till och med handgemäng om denna lista.
Den första kända kyrkoherden omnämns från 1335 och hette Ascerus. Kyrkoherden Jöns Pettersson,  på 1380-talet, var vida känd. Han var en förmögen man, som präster ofta var på den tiden, och ägde gårdar åtminstone i Kemito, Tenala, Pikis och Rimito.
Enligt en anteckning från 1640-talet var den första välkände klockaren hette Lars Märtensson. Han fungerade också som kyrkstöt, det vill säga en väckarklocka för församlingsmedlemmar som somnade under gudstjänsten. Senare på 1670-talet anlitades en separat kyrkstöt. ett sömnlås separat som hette Johan.  De första kyrkvärdarna, d. v. s. förvaltare av församlingens egendom, nämns redan 1412: Matts Holvastsson och Jeppe Mattsson.

## Kyrkogård
Minnesmärket vid hjältegravarna är ett verk av skulptören Aarre Aaltonen från 1946.

## Kyrklockans text
Kupar kurkull korkiast kutzun

kielell kovall kolkutan

Kulie kiirust kansan kanssa

kallist korwas kuulemaan

käsky kullaist Korkehimman

Kuultuas käänny katumaan

Kuljettuas kuolemahan

kunnian kruunull krunataanP
Svensk översättning:
Metallens höga klang dig kallar

Kläppen slår med starka slag 

Öppna örat för att lyssna

När den Högste kallar dig

Och när du väl hör, vänd om 

så du kröns med ärans krona

när du nått till dödens port

 Kyrkklockan är från 1791